# متالورژی در آمریکای پیشاکلمبی
متالورژی در آمریکای پیشاکلمبی استخراج، خالص‌سازی و آلیاژ کردن فلزات و ساخت فلزات توسط بومیان قاره آمریکا قبل از تماس اروپایی‌ها در اواخر قرن پانزدهم است. بومیان آمریکایی از زمان‌های قدیم از فلزات بومی استفاده می‌کردند، با یافته‌های اخیر از مصنوعات طلا در منطقه آند مربوط به سال‌های ۲۱۵۵–۱۹۳۶. قبل از میلاد، و یافته‌های مس در آمریکای شمالی که قدمت آنها به حدود ۵۰۰۰ می‌رسد قبل از میلاد این فلز بدون نیا

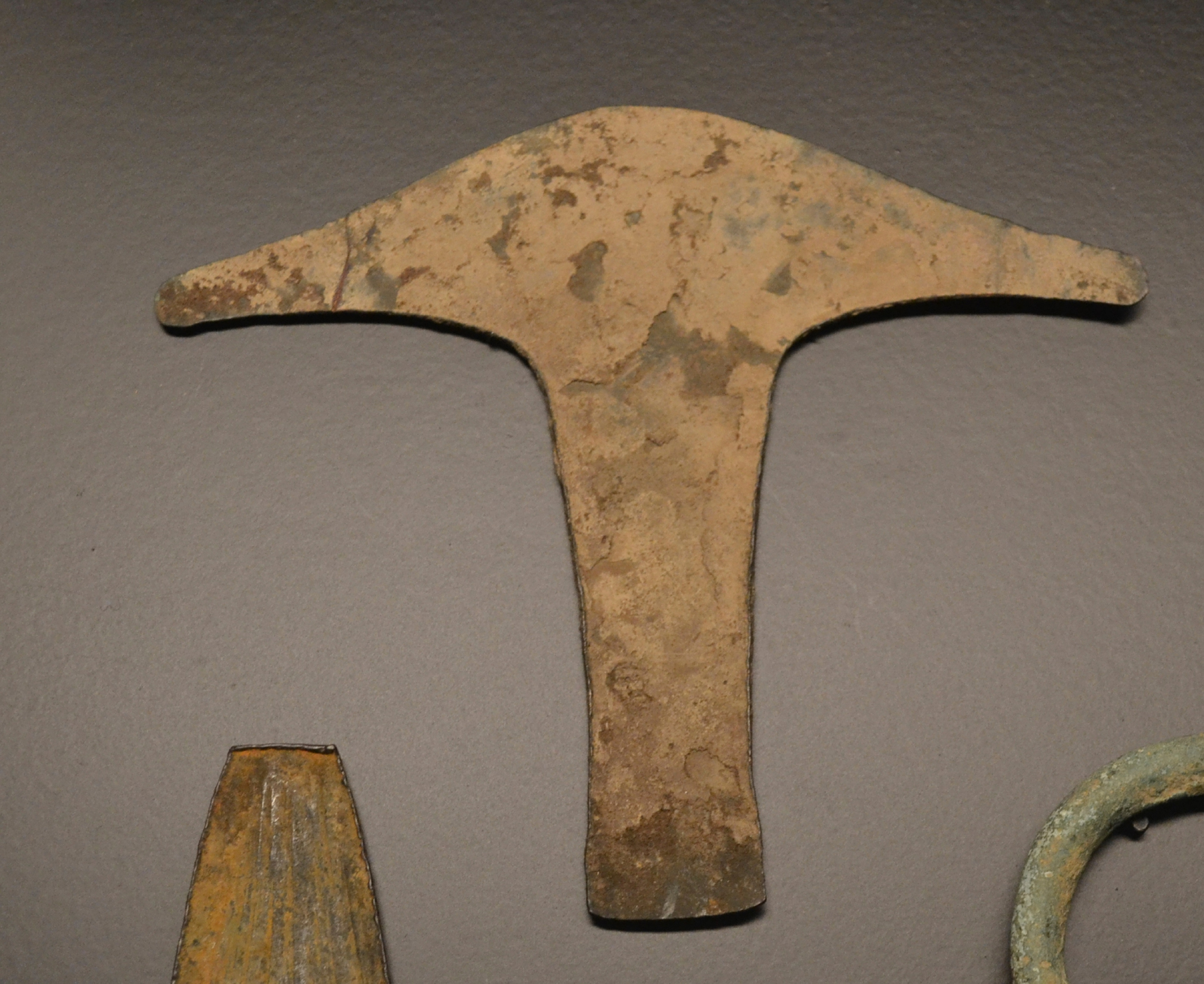
تبر برنزی از مکزیک در موزه ماقبل تاریخ والنسیا

ز به ذوب در طبیعت یافت می‌شد و با استفاده از چکش سرد و گرم بدون تغییر شیمیایی یا آلیاژ به شکل دلخواه درمی‌آمد. تا به امروز «هیچ‌کس شواهدی دال بر استفاده از ذوب، ذوب و ریخته‌گری در شرق آمریکای شمالی ماقبل تاریخ پیدا نکرده‌است.» (p 136)
در آمریکای جنوبی قضیه کاملاً متفاوت است. بومیان آمریکای جنوبی متالورژی کاملی با ذوب و آلیاژهای مختلف فلزات داشتند. متالورژی در میان آمریکا و غرب مکزیک ممکن است به دنبال تماس با آمریکای جنوبی از طریق بازرگانان دریایی اکوادور توسعه یافته باشد.

## آمریکای جنوبی
به نظر می‌رسد فلزکاری در آمریکای جنوبی در منطقه آند در پرو، بولیوی، اکوادور، شیلی و آرژانتین امروزی با چکش کاری طلا و مس بومی و شکل‌دادن به اشیاء پیچیده، به ویژه زیور آلات، توسعه یافته‌است. یافته‌های اخیر اولین اثر طلا را بین 2155 – ۱۹۳۶ نشان می‌دهد قبل از میلاد و اولین کار مس به ۱۴۳۲–۱۱۳۲ قبل از میلاد مطالعات هسته یخ در بولیوی نشان می‌دهد که ذوب مس ممکن است از سال ۷۰۰ آغاز شده باشد. قبل از میلاد، بیش از ۲۷۰۰ سال پیش. تا ۱۴۱۰–۱۰۹۰ قبل از میلاد، طلاکاری در سواحل پرو انجام می‌شد. شواهد بیشتر برای این نوع کار فلزی از سایت‌های Waywaka (نزدیک Andahuaylas در جنوب پرو)، Chavín و Kotosh , بدست می‌آید و به نظر می‌رسد که در افق اولیه (۱۰۰۰–۲۰۰) در سراسر جوامع آند گسترش یافته‌است. قبل از میلاد).
برخلاف دیگر سنت‌های متالورژی که فلزات از طریق استفاده عملی در تسلیحات و ظروف روزمره اهمیت پیدا کردند، فلزات در آمریکای جنوبی (و بعداً آمریکای مرکزی) عمدتاً به‌عنوان زینت و اشیاء موقعیت ارزش داشتند. اگرچه اشیاء کاربردی نیز تولید می‌شدند، حتی در فرهنگ‌های پیشرفته متالورژیک آند در عصر اینکا، ابزار سنگی هرگز به‌طور کامل با وسایل برنزی در زندگی روزمره جایگزین نشدند. در طول افق اولیه، پیشرفت در فلزکاری، اشیاء طلایی دیدنی و مشخصه آند را تولید کرد که با اتصال ورقه‌های فلزی کوچک‌تر و همچنین آلیاژ طلا-نقره ساخته شده بودند.
به نظر می‌رسد دو سنت در کنار یکدیگر توسعه یافته‌اند - یکی در شمال پرو و اکوادور، و دیگری در منطقه آلتیپلانو در جنوب پرو، بولیوی و شیلی. شواهدی مبنی بر ذوب سولفید مس در منطقه آلتیپلانو در اطراف افق اولیه وجود دارد. شواهدی برای این امر از سرباره مس بدست آمده در چندین سایت بدست می‌آید، که سنگ معدن خود احتمالاً از مرز جنوبی شیلی و بولیوی می‌آید. در نزدیکی پوما پونکو، بولیوی، و در سه سایت دیگر در پرو و بولیوی، از کوره‌های ذوب قابل حمل برای ریختن کرامپ‌های I شکل (بسته‌کننده‌ها) در محل، برای اتصال بلوک‌های سنگی بزرگ در حین ساخت استفاده شد.</link> تجزیه و تحلیل شیمیایی آنها را نشان می‌دهد
تاریخ تخمینی این ریزش‌ها بین ۸۰۰ تا ۵۰۰ است قبل از میلاد
با این حال، شواهدی برای ذوب کاملاً توسعه یافته، تنها با فرهنگ موچه (ساحل شمالی، ۲۰۰) ظاهر می‌شود. قبل از میلاد - 600 CE). سنگ معدن از نهشته‌های کم عمق در کوهپایه‌های آند استخراج شد. آنها احتمالاً در همان نزدیکی ذوب شده‌اند، همان‌طور که به صورت تصویری بر روی خود مصنوعات فلزی و ظروف سرامیکی نشان داده شده‌است. ذوب در کوره‌های آجر خشتی با حداقل سه لوله دمنده برای تأمین جریان هوای مورد نیاز برای رسیدن به دمای بالا انجام می‌شد. سپس شمش‌های حاصل به مراکز ساحلی برای شکل‌دهی در کارگاه‌های تخصصی منتقل می‌شد. دو کارگاه در نزدیکی بخش‌های اداری شهرهای خود پیدا و مطالعه کردند که باز هم اعتبار فلز را نشان می‌دهد. تجزیه و تحلیل مجسمه موچه متشکل از لایه‌های فلزی نازک متعدد، آبکاری و طلاکاری پیچیده‌ای را نشان داد که شامل ترکیبی از غوطه ور شدن در محلول‌های اسیدی و اعمال گرمای شدید است.
خود اشیاء هنوز عمدتاً زینت بودند و اکنون اغلب به مهره‌ها متصل می‌شوند. در واقع، در فرهنگ لمبایک و چیمو (750-1400 CE)، طیف وسیعی از اقلام فلزی کاربردی مانند کاسه، بشقاب، ظروف نوشیدنی، جعبه، بشقاب، مدل، ترازو و به‌ویژه بشر (آکیلا) تولید می‌شد، اما بیشتر برای استفاده تشریفاتی یا نخبگان. برخی از اشیاء کاربردی مد شده بودند، اما آنها با دقت تزیین شده بودند و اغلب در تدفین‌های با موقعیت بالا یافت می‌شدند، به نظر می‌رسد هنوز بیشتر برای اهداف نمادین استفاده می‌شود تا برای اهداف عملی. ظاهر طلا یا نقره با تعداد زیاد اشیای طلاکاری ش

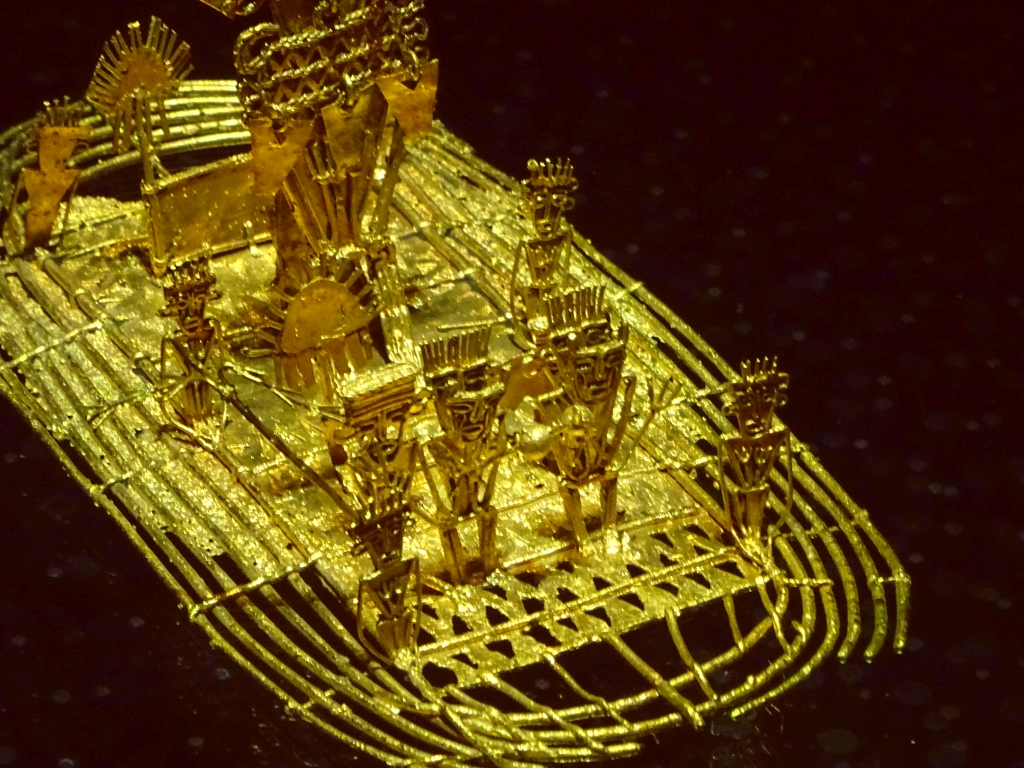
قایق طلایی مویسکا در موزه دل اورو، بوگوتا

ده یا نقره ای و همچنین ظاهر تومباگا، آلیاژی از مس و طلا و گاهی نیز نقره، مهم بوده‌است. برنز آرسنیک نیز از سنگ معدن‌های سولفیدی ذوب می‌شد، روشی که به‌طور مستقل توسعه یافته یا از سنت جنوبی آموخته شده‌است. اولین متالورژی پودر شناخته شده و اولین کار پلاتین در جهان، ظاهراً توسط فرهنگ‌های اسمرالداس (شمال غربی اکوادور) قبل از فتح اسپانیایی‌ها توسعه یافت با شروع لا. فرهنگ تولیتا (۶۰۰ قبل از میلاد - ۲۰۰ پس از میلاد مسیح)، فرهنگ‌های اکوادور در لحیم کاری دانه‌های پلاتین از طریق آلیاژ کردن با مس، طلا و نقره تسلط داشتند و حلقه‌ها، دسته‌ها، زیورآلات و ظروف با سطح پلاتین تولید می‌کردند. این فناوری در نهایت مورد توجه قرار گرفت و توسط اسپانیایی ح. 1730.
جوامع ساحلی صحرای آتاکاما، همان‌طور که در نزدیکی توکوپیلا مثال می‌زنند، اشیاء فلزی خود را برای استفاده عملی در ۹۰۰–۱۴۰۰ تولید کردند. دوره CE.
متالورژی به تدریج به شمال کلمبیا، پاناما و کاستاریکا گسترش یافت و تا سال ۸۰۰ به گواتمالا و بلیز رسید. CE. توسط ح. 100–700 CE، تذهیب کاهشی توسط فرهنگ ناهوانگه کلمبیا برای تولید انواع زینتی مانند رزگلد توسعه یافت. طلاکاری Muisca، از کلمبیای مدرن، طیف گسترده‌ای از اشیاء تزئینی و مذهبی کوچک را از حدود ۶۰۰ مورد ساخته‌است. CE به بعد. قایق طلایی مویسکا احتمالاً شناخته شده‌ترین شی منفرد است. این موزه در موزه طلا، بوگوتا، بزرگ‌ترین موزه از شش «موزه طلا» متعلق به بانک مرکزی کلمبیا است که طلای موئیسکا و سایر فرهنگ‌های پیش از کلمبیا در این کشور را به نمایش می‌گذارد.

## امپراتوری اینکاها
فقط با اینکاها فلزات واقعاً مورد استفاده عملی قرار می‌گیرند. در ماچوپیچو و سایر سایت‌ها، از فلز برای بولاس، شاقول، اسکنه، قیچی، میله‌های فندقی، موچین، سوزن، بشقاب، قلاب ماهی، کفگیر، ملاقه، چاقو (تومی)، زنگ، سینه‌پال، آهک استفاده می‌شد. قاشق، سر گرز، قرقره گوش، کاسه، سنجاق شنل (توپوس)، تبر، و آز گاوآهن پا. با این وجود، آنها موادی باقی ماندند که از طریق آنها ثروت و موقعیت را نشان می‌دادند. اهمیت مشخصه ای که به رنگ داده می‌شد، که منجر به برخی از پیشرفت‌های قبلی شده بود، هنوز وجود داشت (ارتباط خورشید / ماه با طلا / نقره). فلزات غیر از طلا نیز ارزش ذاتی داشتند و قطعات تبر در این زمینه از اهمیت خاصی برخوردار بودند. با گسترش ابزارهای فلزی توسط اینکاها، این احتمال وجود دارد که استفاده بیشتر در دنیای قدیم از فلزات رایج تر شده باشد. در هر صورت، همان‌طور که برونز اشاره می‌کند، «[b] برنز را می‌توان به عنوان یک جایگزین گران‌قیمت برای سنگ به همان اندازه کارآمد در نظر گرفت». (p 183) با این حال، تحقیقات رسوبی در بولیوی نشان داده‌است که فلزاتی مانند نقره در مقیاس بسیار بزرگ، هزاران تن، از اواخر تیواناکو تا زمان اینکاها (۱۰۰۰–۱۵۳۰) ذوب می‌شدند. CE)، که نشان می‌دهد کمبود فلز (به ویژه فلزات گرانبها) در سایت‌های اینکا بیشتر به دلیل خرید و صادرات اسپانیایی است تا استفاده محدود قبل از استعمار.
ادعا شده‌است که امپراتوری اینکاها به دلیل ثروت معدنی خود به سرزمین‌های دیاگویتا در شمال مرکزی شیلی گسترش یافته‌است، اما این دیدگاه توسط برخی از محققان رد شده‌است. علاوه بر این، یک احتمال دیگر این است که اینکاها به دره‌های نسبتاً پرجمعیت دیاگویتا شرقی (آرژانتین کنونی) حمله کردند تا نیروی کار برای اعزام به مناطق معدنی شیلی به دست آورند. اینکاها بر دیاگویتاس تأثیر گذاشتند که تکنیک‌های فلزکاری اینکاها را پذیرفت.
در جنوب شیلی، قبایل ماپوچه در داخل یا نزدیک امپراتوری اینکا، خراج را با طلا پرداخت می‌کردند. باستان شناسان تام دیلهی و آمریکو گوردون معتقدند یاناکونای اینکا در جنوب مرز اینکاها در قلمرو آزاد ماپوچه طلا استخراج کرده‌اند. به دنبال این تفکر، انگیزه اصلی گسترش اینکاها به قلمرو ماپوچه، دسترسی به معادن طلا بود. در میان مردم ماپوچه در مرکز و جنوب مرکزی شیلی، طلا اهمیت فرهنگی مهمی داشت که قبل از تماس با اینکاها بود. در زمان فتح شیلی توسط اسپانیایی‌ها، ماپوچ‌ها توسط وقایع نگاران مختلف گزارش شده‌اند که از زیور آلات طلا استفاده می‌کنند. به گفته مورخ ، اسوالدو سیلوا، زیور آلات طلای ماپوچه‌های منطقه کنسپسیون نوعی تعامل بین ماپوچه‌ها و اینکاها را نشان می‌دهد که ممکن است تجارت، هدایا یا غنایم جنگی باشد که از ارتش شکست خورده اینکاها گرفته شده‌است. شناخته شده‌است که ابزار ماپوچه پیش از اسپانیایی نسبتاً ساده و از چوب و سنگ ساخته شده بود، اما تعداد کمی از آنها در واقع از مس و برنز ساخته شده بودند.

## آهن
آهن هرگز توسط بومیان آمریکا ذوب نشد، بنابراین دنیای جدید قبل از اکتشاف اروپایی‌ها هرگز وارد " عصر آهن " مناسبی نشد و این اصطلاح برای قاره آمریکا استفاده نمی‌شود. اما استفاده محدودی از سنگ آهن بومی (ذوب نشده) از مگنتیت، پیریت آهن و ایلمنیت (آهن-تیتانیوم)، به ویژه در آند (فرهنگ‌های شاوین و موچه) و مزوامریکا، پس از ۹۰۰ وجود داشت. قبل از میلاد و تا ح. 500 CE اشکال مختلف سنگ آهن استخراج شد، حفاری و به شدت صیقل داده شد. شواهد قابل توجهی وجود دارد مبنی بر اینکه این فناوری، مواد خام و محصولات نهایی آن در سراسر دوران شکل‌گیری (۲۰۰۰–۲۰۰۰) به‌طور گسترده در آمریکای مرکزی آمریکا معامله می‌شد. قبل از میلاد).
توده‌های پیریت آهن، مگنتیت و سایر مواد بیشتر به شکل آینه، آویز، مدال و زیورآلات روسری برای جلوه‌های تزئینی و تشریفاتی شکل می‌گرفتند. با این حال، آینه‌های سنگ آهن مقعر ظاهراً برای پخت و اهداف نوری توسط اولمک (۱۵۰۰–۴۰۰) استفاده می‌شد. قبل از میلاد) و چاوین (۹۰۰–۳۰۰). قبل از میلاد) فرهنگ‌ها، و «مهره‌های» ایلمنیت ممکن است به عنوان چکش برای کارهای خوب عمل کرده باشند. اولمک و ایزاپا (۳۰۰ قبل از میلاد - ۱۰۰ CE) همچنین به نظر می‌رسد که از مغناطیس آهن برای تراز و قرار دادن بناها استفاده کرده‌است. آنها ممکن است قطب‌نمای مرتبه صفر را با استفاده از میله مگنتیت ساخته باشند.
به نظر می‌رسد که برخی از کاربردهای آهن بومی در میان آمریکائی‌ها نظامی بوده‌است. استیون جونز پیشنهاد کرد که اولمک «دانه‌های» ایلمنیت را به زره یا کلاه ایمنی محافظت کند. موزاییک‌ها و صفحات پیریت آهنی تزکاکویتلاپالی محافظ (سپرهای پشتی آینه ای) و زیورآلات سینه بند در لباس نظامی تئوتیواکان (۱۰۰) را تشکیل می‌دادند. قبل از میلاد - 600 CE), Toltec (800-1150 CE) و چیچن ایتزا (800-1200). CE) فرهنگ‌ها.

## رهبری
سنگ معدن سرب (گالن) به شکل نسبتاً خالص از نظر زمین‌شناسی در تعدادی از نقاط آمریکای شمالی وجود دارد. برخی از جمعیت‌های بومی سرب را استخراج و استفاده کردند.

## آمریکای مرکزی و کارائیب

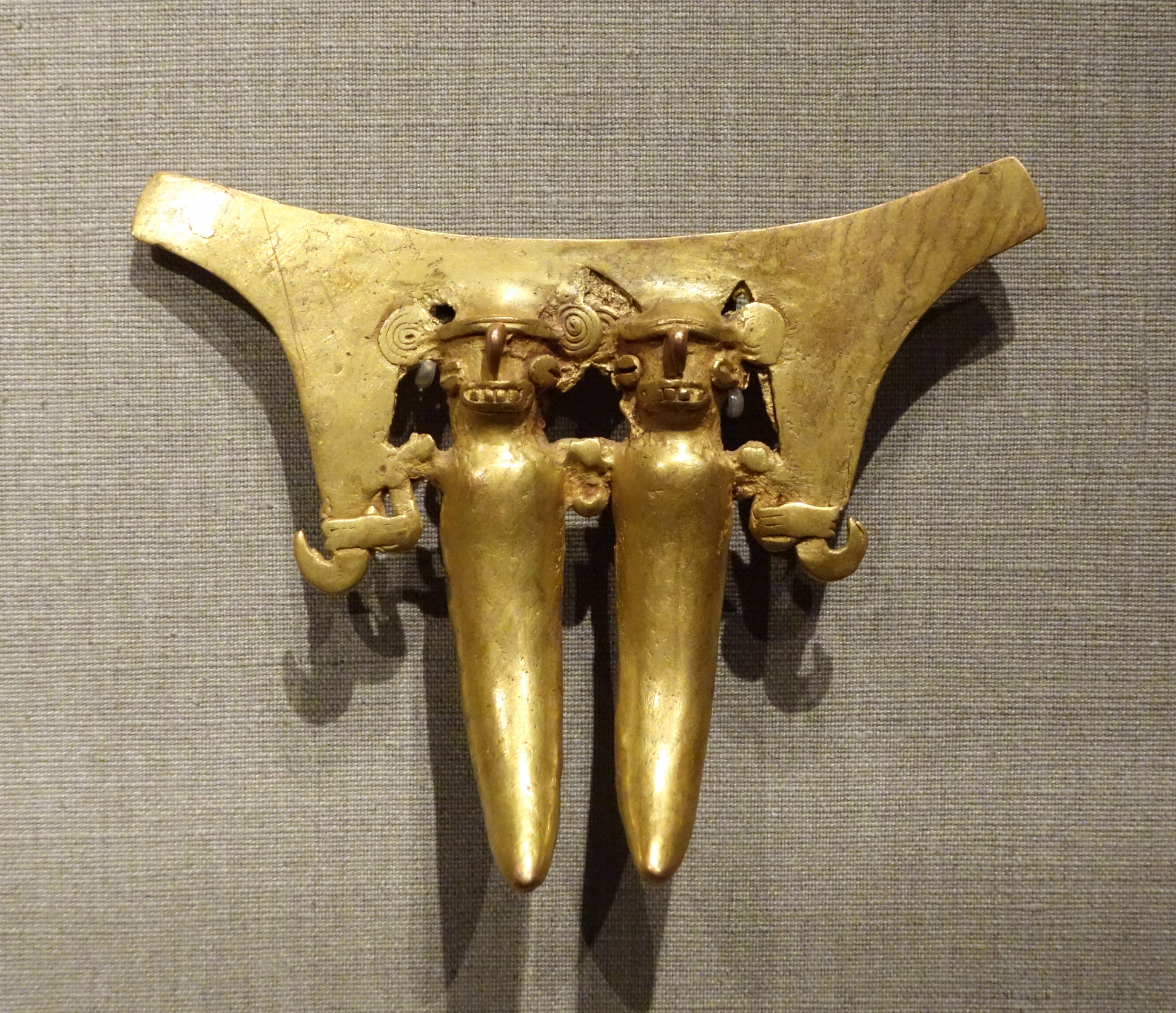
آویز طلایی دوتایی، پاناما، وراگواس، 11th–16th century CE

تولید اشیاء طلا، مس و تومباگا در پاناما و کاستاریکا بین 300 – ۵۰۰ شروع شد. CE. ریخته‌گری در قالب باز با تذهیب اکسیداسیون و فیلیگرهای ریخته‌گری استفاده می‌شد. در ۷۰۰–۸۰۰ پس از میلاد، مجسمه‌های فلزی کوچک رایج بودند و طیف گسترده‌ای از زیورآلات طلا و تومباگا، منظره‌ای معمولی برای افراد با منزلت بالا در پاناما و کاستاریکا را تشکیل می‌داد.
اولین نمونه فلزکاری از دریای کارائیب یک ورق کربن آلیاژ طلا است که تاریخ آن بین ۷۰ تا ۳۷۴ است. CE. قدمت بیشتر متالورژی کارائیب بین ۱۲۰۰ تا ۱۵۰۰ بوده‌است CE و از قطعات ساده و کوچک مانند ملحفه، آویز، مهره و زنگ تشکیل شده‌است. اینها عمدتاً طلا یا آلیاژ طلا (با مس یا نقره) هستند و مشخص شده‌است که عمدتاً قطعات آبرفتی با چکش سرد و صیقل داده شده با شن و ماسه هستند، اگرچه به نظر می‌رسد چند مورد با ریخته‌گری موم گم شده تولید شده باشند. فرض بر این است که حداقل برخی از این اقلام از طریق تجارت از کلمبیا به دست آمده‌است.

## آمریکای میانه

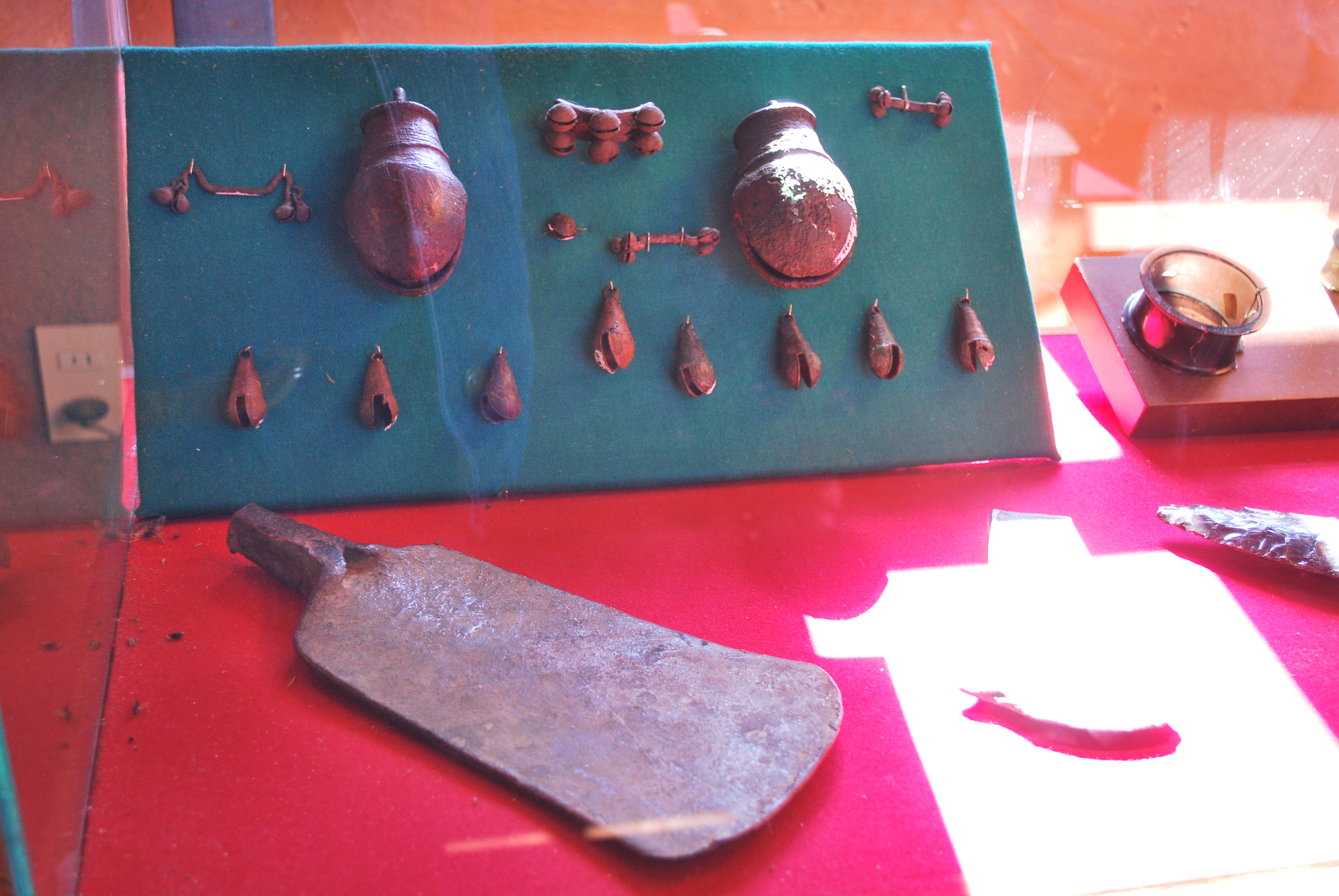
زنگ و ابزار آلیاژ مس، ایالت تاراسکن (۱۳۰۰ تا ۱۵۳۰)

متالورژی تنها در سال ۸۰۰ در میان آمریکا ظاهر شد CE با بهترین شواهد از غرب مکزیک. مانند آمریکای جنوبی، فلزات ریز به عنوان ماده ای برای نخبگان دیده می‌شدند. به نظر می‌رسید که ویژگی‌های خاص رنگ و طنین فلز بیشتر جذابیت داشته باشد و سپس منجر به پیشرفت‌های تکنولوژیکی خاص در منطقه شود.
به نظر می‌رسد تبادل ایده‌ها و کالاها با مردم منطقه اکوادور و کلمبیا (احتمالاً از طریق یک مسیر دریایی) باعث علاقه و توسعه اولیه شده‌است. انواع مصنوعات فلزی مشابهی در غرب مکزیک و دو منطقه یافت می‌شود: حلقه‌های مسی، سوزن‌ها و موچین‌هایی که به روش‌های مشابه در اکوادور ساخته می‌شوند و همچنین در بافت‌های باستان‌شناسی مشابه یافت می‌شوند. تعداد زیادی زنگ نیز پیدا شد، اما در این مورد با استفاده از همان روش ریخته‌گری موم گمشده که در کلمبیا دیده می‌شود، ریخته‌گری شدند. در این دوره تقریباً به‌طور انحصاری از مس استفاده می‌شد.
تماس مستمر جریان ایده‌ها را از همان منطقه حفظ کرد و بعدها، همزمان با توسعه تجارت دریایی راه دور آند، به نظر می‌رسد نفوذ از جنوب بیشتر به منطقه رسیده و به دوره دوم (۱۲۰۰–۱۳۰۰) منجر شده‌است. CE تا ورود اسپانیایی). در این زمان، آلیاژهای مس توسط متالورژی‌های مکزیک غربی مورد کاوش قرار می‌گرفت، تا حدی به این دلیل که خواص مکانیکی متفاوتی برای شکل‌دادن به مصنوعات خاص، به‌ویژه تبرها مورد نیاز بود - شواهد دیگری برای تماس با منطقه آند. با این حال، به‌طور کلی ویژگی‌های جدیدی که چنین آلیاژهایی معرفی شده‌اند، برای رفع نیازهای منطقه ایجاد شده‌اند، به‌ویژه زنگ‌های سیم‌کاری، که در مواقعی دارای قلع بالایی در برنز بودند که به دلیل خواص مکانیکی آن بی‌اهمیت بود، اما به زنگ‌ها رنگ طلایی می‌داد.
مصنوعات واقعی و سپس تکنیک‌ها از جنوب وارد شد، اما متالورژیست‌های مکزیکی غربی سنگ‌های معدنی را از ذخایر فراوان محلی استخراج کردند. فلز وارد نمی‌شد حتی زمانی که این فناوری از غرب به شمال شرقی، مرکزی و جنوب مکزیک گسترش یافت، مصنوعاتی که می‌توان به سنگ‌های معدنی مکزیک غربی ردیابی کرد، اگر منحصر به فرد نباشد، فراوان هستند. همیشه مشخص نیست که این فلز به عنوان یک شمش، یک سنگ معدن یا یک مصنوع تمام شده به مقصد نهایی خود رسیده‌است. مطالعات منشأ بر روی مصنوعات فلزی از جنوب مزوآمریکا ریخته‌گری شده با تکنیک موم گمشده و غیرمشابه با مصنوعات مکزیکی غربی نشان داده‌اند که ممکن است نقطه دوم ظهور متالورژی در آمریکای جنوبی وجود داشته باشد زیرا هیچ منبع شناخته‌شده‌ای شناسایی نشده‌است. در امپراتوری تاراسکان از مس و برنز برای اسکنه، منگنه، بال، موچین، سوزن، تبر، دیسک و سینه‌پشت استفاده می‌شد.
آزتک‌ها در ابتدا فلزکاری را قبول نکردند، حتی اگر اشیاء فلزی را از مردمان دیگر به دست آورده بودند. با این حال، همان‌طور که فتح آنها را به مناطق فلزکاری تبدیل کرد، این فناوری شروع به گسترش کرد. در زمان تسخیر اسپانیا، فناوری ذوب برنز قبلاً توسعه یافته بود. فاتحان اسپانیایی از فناوری ذوب بومی برای تولید سلاح و ابزار استفاده کردند.

## آمریکای شمالی
شواهد باستان‌شناسی ذوب فلز یا آلیاژ فلزات توسط مردم بومی پیش از کلمبیا در شمال ریو گراند را نشان نداده‌است. با این حال، آنها به‌طور گسترده از مس بومی استفاده کردند.

## فرهنگ مس قدیمی

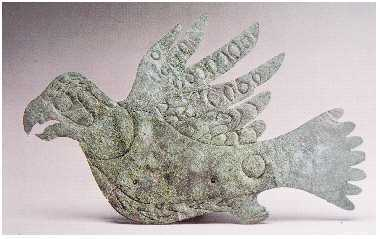
شاهین مسی هوپول، c. 200 BCE – 1 CE، اوهایو

همان‌طور که این گفته ممکن است به‌طور گسترده پذیرفته شود، نباید آن را مترادف با کمبود اشیاء فلزی در نظر گرفت، زیرا اشاره می‌کند که مس بومی به خصوص در منطقه دریاچه‌های بزرگ نسبتاً فراوان بود. آخرین دوره یخبندان منجر به شستشوی سنگ‌های مسی شد. پس از عقب‌نشینی یخ، اینها به راحتی برای استفاده در اندازه‌های مختلف در دسترس بودند. مس از قدیم الایام از طریق چکش کاری سرد به اشیاء شکل گرفته‌است (دوره باستانی در منطقه دریاچه‌های بزرگ: ۸۰۰۰–۱۰۰۰ قبل از میلاد). همچنین شواهدی از استخراج واقع ی رگه‌های مس (مجتمع مس قدیمی) وجود دارد، اما در مورد تاریخ‌ها اختلاف نظر وجود دارد.
استخراج بسیار دشوار بود. سنگ چکش ممکن است برای شکستن قطعات کوچک به اندازه کافی برای کار استفاده شده باشد. این فرایند پر زحمت ممکن است با ایجاد آتش در بالای ذخایر و سپس پاشیدن سریع سنگ داغ با آب و ایجاد شکاف‌های کوچک کاهش یابد. این فرایند می‌تواند برای ایجاد ترک‌های کوچک بیشتر تکرار شود.
سپس مس را می‌توان با چکش سرد به شکلی درآورد که باعث شکننده شدن آن می‌شود، یا برای جلوگیری از این اتفاق، در فرایند بازپخت با چکش چکش خورده و حرارت داده می‌شود. سپس جسم نهایی باید با استفاده از ماسه سنگ محلی آسیاب و تیز شود. نوارهای متعددی نیز پیدا شده‌است که احتمالاً نشان دهنده است </link> تجارتی که شکل‌دادن آنها به یک میله نیز به عنوان اثبات کیفیت عمل می‌کند.
به نظر می‌رسد مصنوعات دریاچه بزرگ یافت شده در جنگل‌های شرقی آمریکای شمالی نشان می‌دهد که شبکه‌های تجاری گسترده‌ای در سال ۱۰۰۰ وجود داشته‌است. قبل از میلاد با یافتن جواهرات و تزئینات بیشتر، استفاده از مس برای ابزارها به تدریج کاهش می‌یابد. اعتقاد بر این است که این نشان دهنده تغییرات اجتماعی به یک جامعه سلسله مراتبی تر است. هزاران گودال معدن مس در امتداد ساحل دریاچه دریاچه سوپریور و در جزیره رویال پیدا شده‌است. این گودال‌ها ممکن است تا ۸۰۰۰ مورد استفاده بوده باشند سالها پیش. از این مس استخراج می‌شد و سپس اشیایی مانند نوک نیزه‌های سنگین و ابزار آلات مختلف ساخته می‌شد. همچنین از آن اشیاء هلالی مرموز ساخته شد که برخی باستان شناسان معتقدند اقلام مذهبی یا تشریفاتی هستند. هلال‌ها برای استفاده مفید بسیار شکننده بودند و بسیاری از آنها ۲۸ یا ۲۹ دارند. بریدگی در لبه داخلی، تعداد تقریبی روزهای یک ماه قمری.
فرهنگ مس قدیمی عمدتاً در انتاریو و مینه سوتا شکوفا شد. با این حال حداقل ۵۰ قطعه مسی قدیمی از جمله نوک نیزه و هلال تشریفاتی در مانیتوبا کشف شده‌است. تعداد کمی دیگر در ساسکاچوان، و حداقل یک هلال، در آلبرتا، ۲۰۰۰ مشاهده شده‌است. کیلومترها از موطن خود در انتاریو. به احتمال زیاد این اقلام مسی به‌عنوان کالاهای تجاری به دشت‌ها رسیده‌اند تا افرادی که از فرهنگ مس قدیم به این مکان‌های جدید نقل مکان کنند. با این حال، از یکی از محوطه‌های حفاری شده در شرق منیتوبا، می‌توانیم ببینیم که حداقل برخی از مردم در حال حرکت به سمت شمال غرب بودند. باستان شناسان در محوطه ای در نزدیکی بیست ابزار مسی، سلاح و مواد زائد تولیدی، همراه با قطعه بزرگی از مس خام پیدا کرده‌اند. با این حال قدمت این سایت در

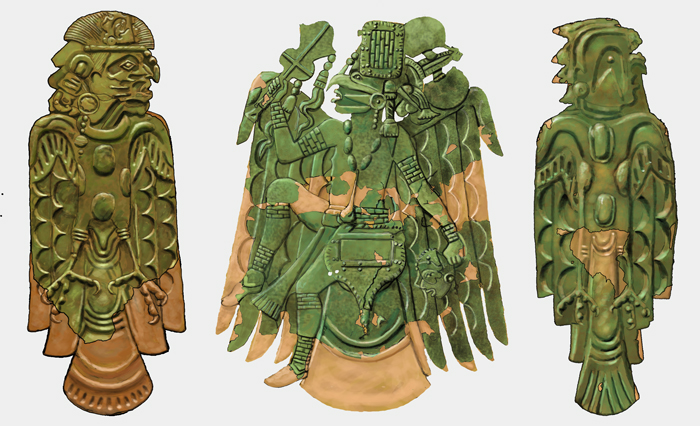
بشقاب‌هایی از Malden، Etowah و Spiro

حدود ۴۰۰۰ بود سال‌ها پیش، زمانی که آب و هوای خنک‌تری داشت، زمانی که خط درختان جنگل‌های شمالی به سمت جنوب حرکت کردند. اگرچه اگر این مهاجران در این زمان با متالورژی خود به سمت رودخانه وینیپگ حرکت می‌کردند، ممکن است به سمت دریاچه وینیپگ و سیستم رودخانه ساسکاچوان ادامه دهند.
این فرهنگ مس قدیم هرگز پیشرفت خاصی نداشت و هرگز اصل ایجاد آلیاژها را کشف نکرد. این بدان معناست که بسیاری، اگرچه می‌توانستند اشیاء و سلاح‌های فلزی بسازند، اما همچنان از ابزارهای سنگ چخماق خود استفاده می‌کردند که می‌توانست لبه تیزتری را برای مدت طولانی‌تری حفظ کند. مس بدون آلیاژ به سادگی نمی‌توانست رقابت کند و در روزهای بعدی فرهنگ مس قدیم این فلز تقریباً منحصراً برای اقلام تشریفاتی استفاده می‌شد.
با این حال، این مدل دریاچه بزرگ به عنوان منبع منحصر به فرد مس و فناوری‌های مس که تا حدودی برای بیش از ۶۰۰۰ سال ثابت مانده‌اند، اخیراً مورد انتقاد قرار گرفته‌است، به‌ویژه از آنجایی که به نظر می‌رسد ذخایر دیگر در دسترس مردم آمریکای شمالی باستان بوده‌است، حتی اگر بسیار کوچک‌تر باشد.

## مس در فرهنگ می‌سی‌سی‌پی

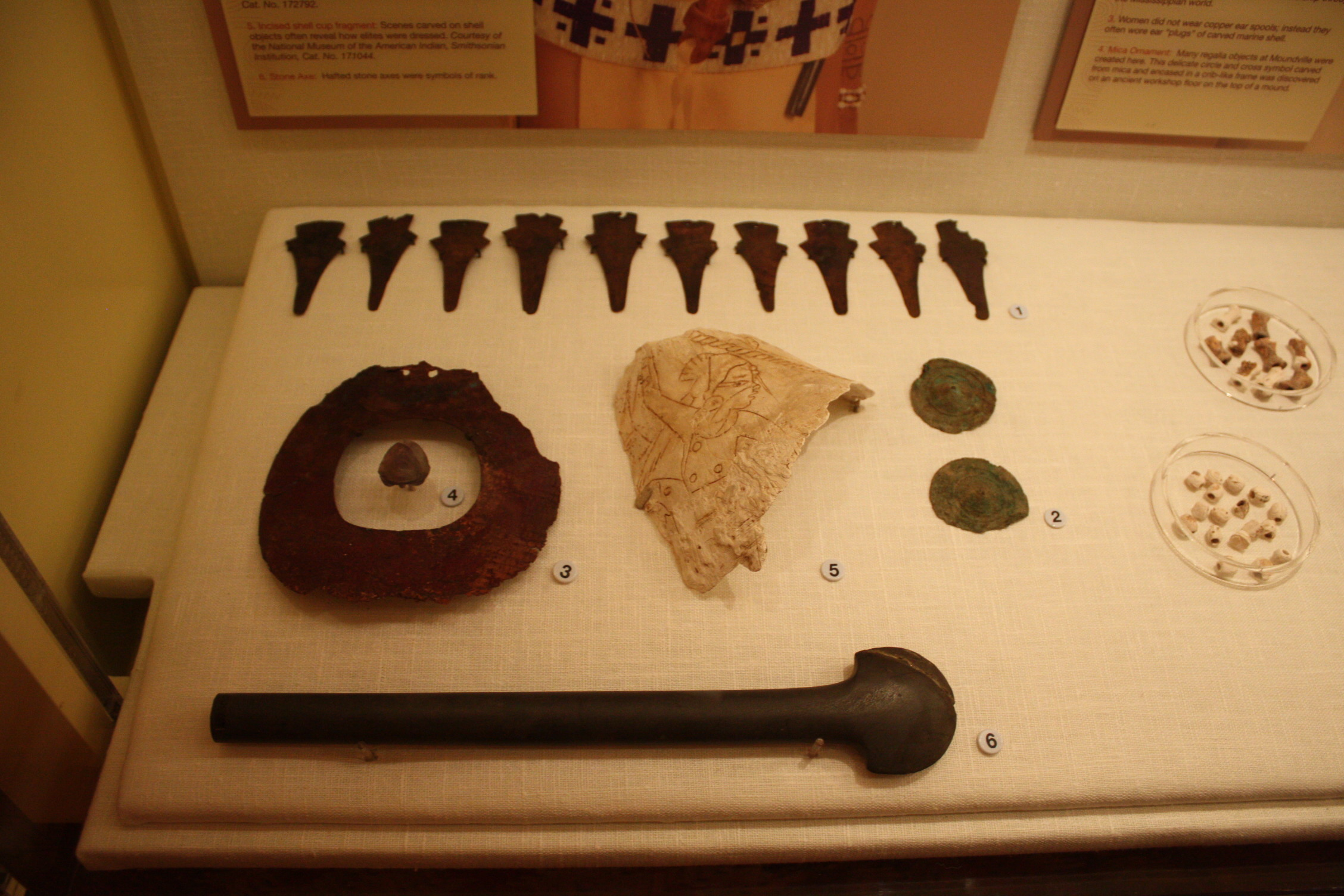
زیورآلات روسری مسی به شکل گرز از موندویل

در دوره می‌سی‌سی‌پی (۸۰۰–۱۶۰۰ پس از میلاد، در نقاط محلی متفاوت است)، نخبگان در مراکز مهم سیاسی و مذهبی در سراسر میانه‌غرب و جنوب شرقی ایالات متحده از تزئینات مسی به عنوان نشانه‌ای از موقعیت خود استفاده می‌کردند. . این تزیینات شامل صفحات مسی می‌سی‌سی‌پی، بشقاب‌های مس کوبیده شده‌است که اکنون در مناطق دوردست مانند آلاباما، فلوریدا، جورجیا، ایلینوی، می‌سی‌سی‌پی، اوکلاهاما و تنسی یافت می‌شود. برخی از معروف‌ترین بشقاب‌ها مربوط به پرندگان شکارچی و جنگجویان رقصنده با تم پرندگان است. این صفحات، مانند صفحات روگان از Etowah , صفحات Spiro از Spiro در اوکلاهاما، و مخفیگاه Wulfing از جنوب شرقی میسوری، در توسعه مفهوم باستان‌شناسی معروف به SECC نقش اساسی داشتند
تنها مکان فرهنگی ایالت می‌سی‌سی‌پی که در آن یک کارگاه مس توسط باستان شناسان قرار گرفته‌است، کاهوکیا در غرب ایلینوی است، جایی که یک کارگاه مس مربوط به فاز مورهد (ح. 1200 CE) در تپه ۳۴ شناسایی شد. گریگوری پرینو در سال ۱۹۵۶ این مکان را شناسایی کرد و باستان شناسان متعاقباً آن را کاوش کردند.
قطعات مس متعددی در این سایت یافت شد. تجزیه و تحلیل متالوگرافی نشان داد که کارگران مس می‌سی‌سی‌پی، مس را از طریق چکش کاری و بازپخت مکرر به ورق نازک تبدیل می‌کردند، فرآیندی که می‌تواند در آتش‌سوزی چوب‌های روباز موفقیت‌آمیز باشد.
پس از فروپاشی سبک زندگی می‌سی‌سی‌پی در دهه ۱۵۰۰ با ظهور استعمار اروپا، مس همچنان به عنوان ماده ای خاص جایگاهی را در زندگی مذهبی بومیان آمریکا حفظ کرد. مس به‌طور سنتی توسط بسیاری از قبایل شرقی دوره تاریخی مقدس تلقی می‌شد. قطعات مس در بسته‌های دارویی در میان قبایل دریاچه‌های بزرگ گنجانده شده‌است. در میان ۱۹ نهرهای مسکوگی قرن، گروهی از بشقاب‌های مسی که در امتداد مسیر اشک‌ها حمل می‌شوند، به عنوان برخی از مقدس‌ترین اقلام این قبیله در نظر گرفته می‌شوند.

## آهن در شمال غربی اقیانوس آرام

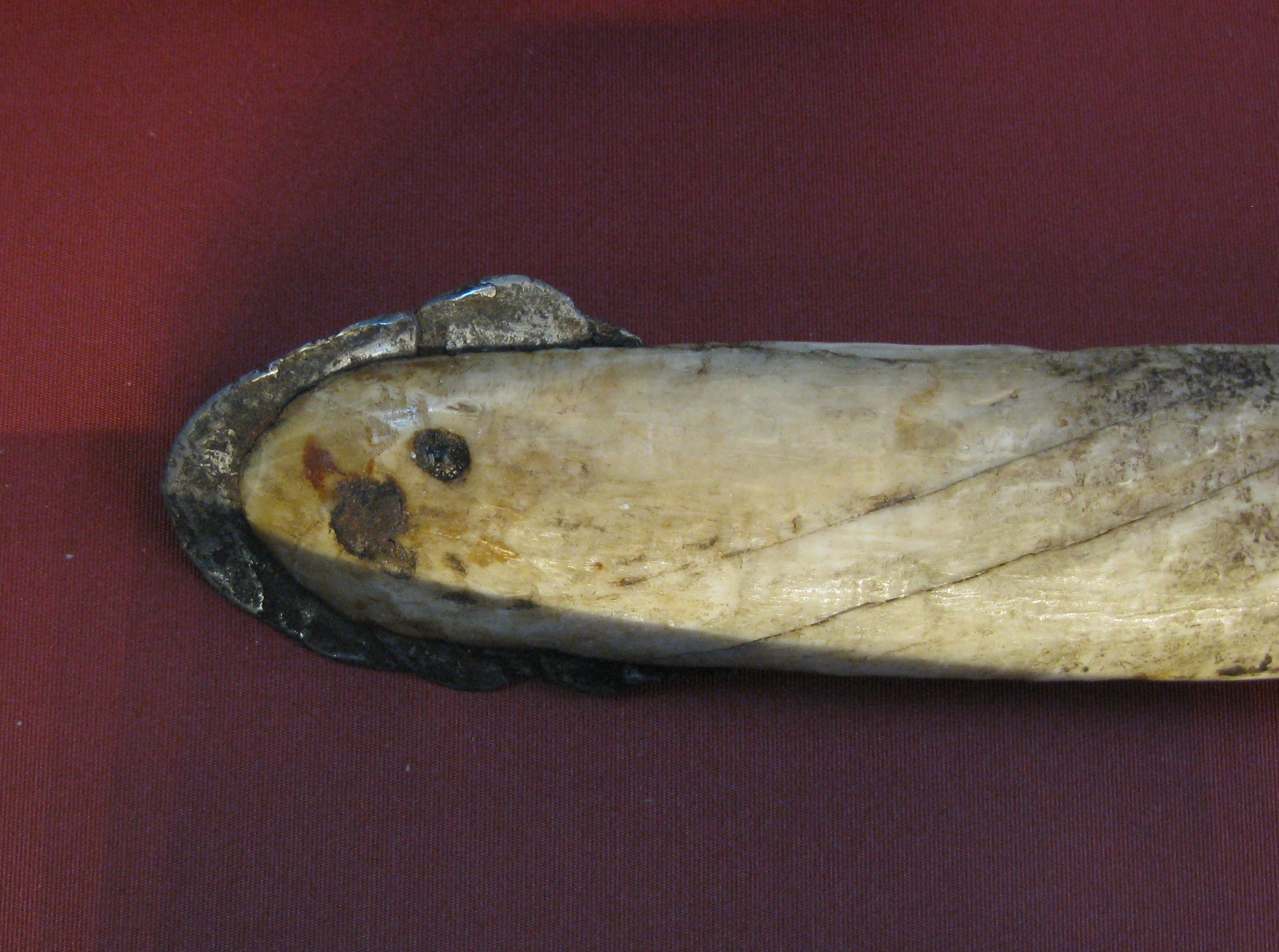
نیزه اینویت ساخته شده از عاج ناروال با سر آهنی ساخته شده از شهاب سنگ کیپ یورک.

آهن‌کاری‌های بومی در ساحل شمال غربی در مکان‌هایی مانند سایت باستان‌شناسی روستای هندی اوزت، جایی که اسکنه‌ها و چاقوهای آهنی کشف شد، یافت شده‌است. به نظر می‌رسد این آثار در حدود سال ۱۶۱۳ بر اساس تجزیه و تحلیل دندروکرونولوژیک قطعات چوب مرتبط در سایت ساخته شده‌اند و از آهن رانش از کشتی‌های غرق شده آسیایی (به ویژه ژاپنی) ساخته شده‌اند، که توسط جریان کوروشیو به سمت ساحل کشیده شده‌است. آمریکای شمالی.
سنت کار با آهن رانش آسیایی قبل از تماس با اروپا در شمال غربی به خوبی توسعه یافته بود و در میان چندین قوم بومی منطقه از جمله مردم چینوکان و تلینگیت وجود داشت که به نظر می‌رسد کلمه خاص خود را برای فلزی داشته‌اند. مطالبی که توسط فردریکا د لاگونا به عنوان همجنس‌گرا رونویسی شد. غرق شدن کشتی‌های ژاپنی و چینی در حوضه اقیانوس آرام شمالی نسبتاً رایج بود، و ابزار آهنی و سلاح‌هایی که با خود حمل می‌کردند، مواد لازم را برای توسعه سنت‌های آهن‌کاری محلی در میان مردمان ساحل شمال غربی اقیانوس آرام فراهم می‌کرد، اگرچه در این منطقه نیز وجود داشت. منابع دیگر آهن، مانند آن از شهاب سنگ‌ها، که گهگاه با سندان‌های سنگی کار می‌کردند.

## بیشتر خواندن
Leibsohn, Dana; Mundy, Barbara E. (2015). "The Mechanics of the Art World". Vistas: Visual Culture in Spanish America, 1520–1820 (Report). New York, NY: دانشگاه فوردهام.